# Fukuititan nipponensis
Fukuititan nipponensis Azuma and Shibata, 2010 è un dinosauro erbivoro appartenente ai sauropodi. Visse nel Cretacico inferiore (Barremiano, tra 130 e 125,45 milioni di anni fa) e i suoi resti fossili sono stati ritrovati in Giappone.

## Tassonomia
Questo dinosauro è noto grazie a uno scheletro incompleto, comprendente alcuni denti, vertebre, parte degli arti anteriori e del bacino, descritto per la prima volta nel 2010. I fossili hanno permesso ai paleontologi di classificare questo animale tra i macronari, un grande gruppo di sauropodi comprendente forme molto note come Brachiosaurus, Camarasaurus e i titanosauri. Alcune caratteristiche scheletriche di Fukuititan, come le proiezioni delle vertebre cervicali e la parte distale degli ischi leggermente espansa, hanno fatto supporre che questo animale fosse più basale rispetto ai titanosauri, ma più derivato rispetto a Camarasaurus, ed è stato classificato nei titanosauriformi. I fossili di Fukuititan rappresentano il primo scheletro relativamente completo di sauropode scoperto in Giappone, e la sua scoperta indica che la diversità e la distribuzione dei titanosauriformi erano molto più alte rispetto a quanto precedentemente ritenuto. I fossili di Fukuitutan sono stati ritrovati nella "cava a dinosauri Kitadani" (formazione Kitadani) nel gruppo Tetori presso la città di Katsuyama. In questa formazione geologica sono stati ritrovati numerosi altri resti di dinosauri, tra cui l'iguanodonte Fukuisaurus e il teropode carnivoro Fukuiraptor.